# Laridé (danse)
Pour les articles homonymes, voir Laridé.

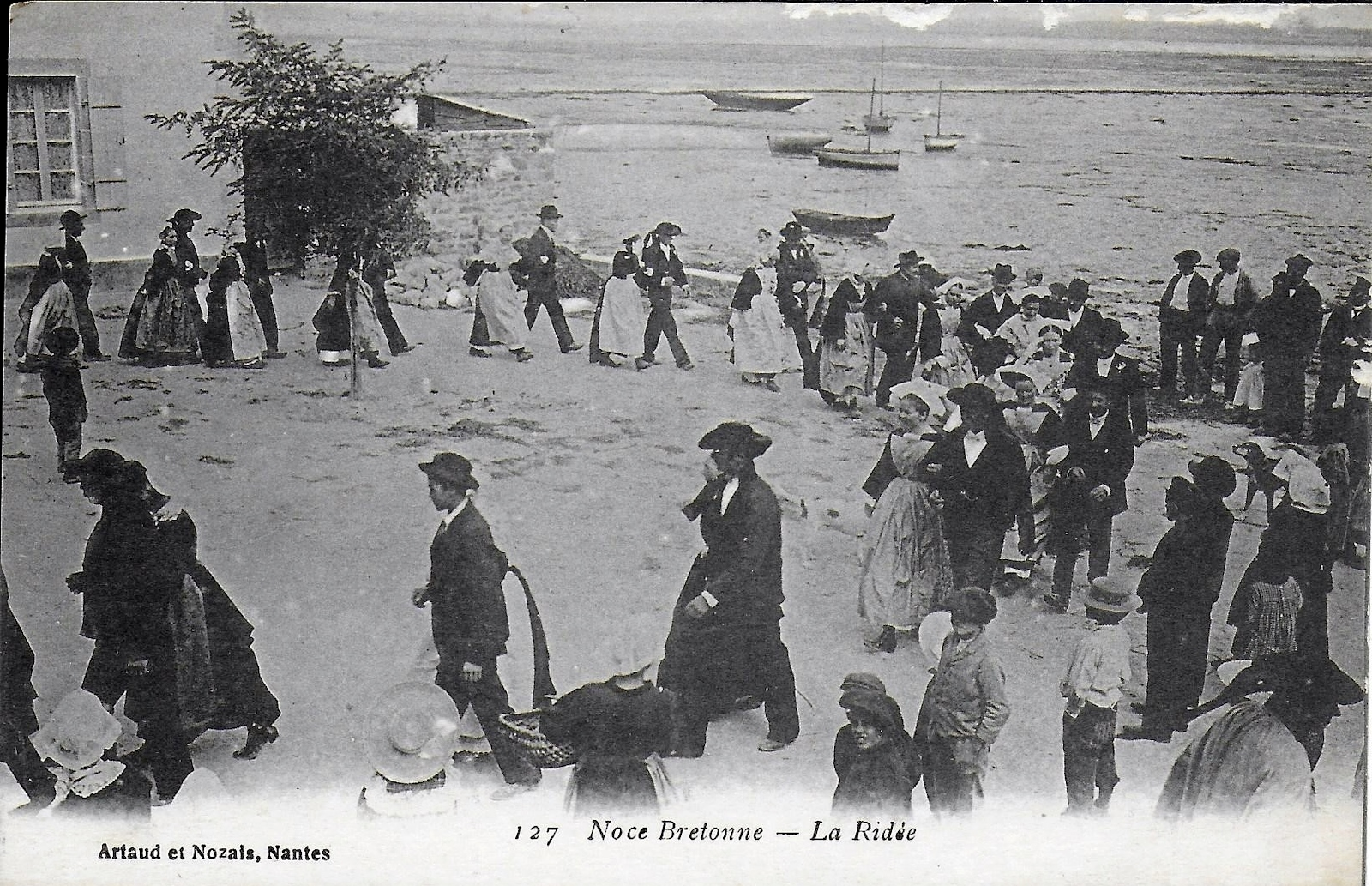
La danse de la ridée à Pluneret (carte postale Artaud et Nozais, vers 1920).

Le laridé, ou ridée, est une famille de danses bretonnes originaire du pays vannetais. La danse prend la forme d'une ronde, traditionnellement chantée en breton ou en français, et parfois en chaîne mixte ouverte. Contrairement à la gavotte, c'est une danse dite « de bras », en cela que c'est le mouvement de bras qui permet la synchronisation des danseurs dans une même ronde. Les bras balancent puis se redressent comme pour s'accouder lorsque les pieds marquent une pose. 
Présente sur une très large aire de pratique (grande majorité du Morbihan, pays de Redon), les laridés s'exécutent à huit temps ou à six temps. Dans les zones géographiques où les deux variantes étaient pratiquées (typiquement dans le pays de Ploërmel), les danseurs précisaient avant de danser s'ils voulaient exécuter la danse « à deux coups » ou « à trois coups » (sous-entendu, des coups de bras), indépendamment du support musical. 
C'est la danse la plus populaire en Morbihan méridional autour de 1900. Le terme laridé (probablement issu des onomatopées de ritournelles de type "laridon, laridé") s'applique à des danses assez dissemblables.
La ridée du Bas-Leon est très proche du laridé vannetais, mais elle se danse en six temps et les mouvements de danses sont moins stricts.

## Histoire

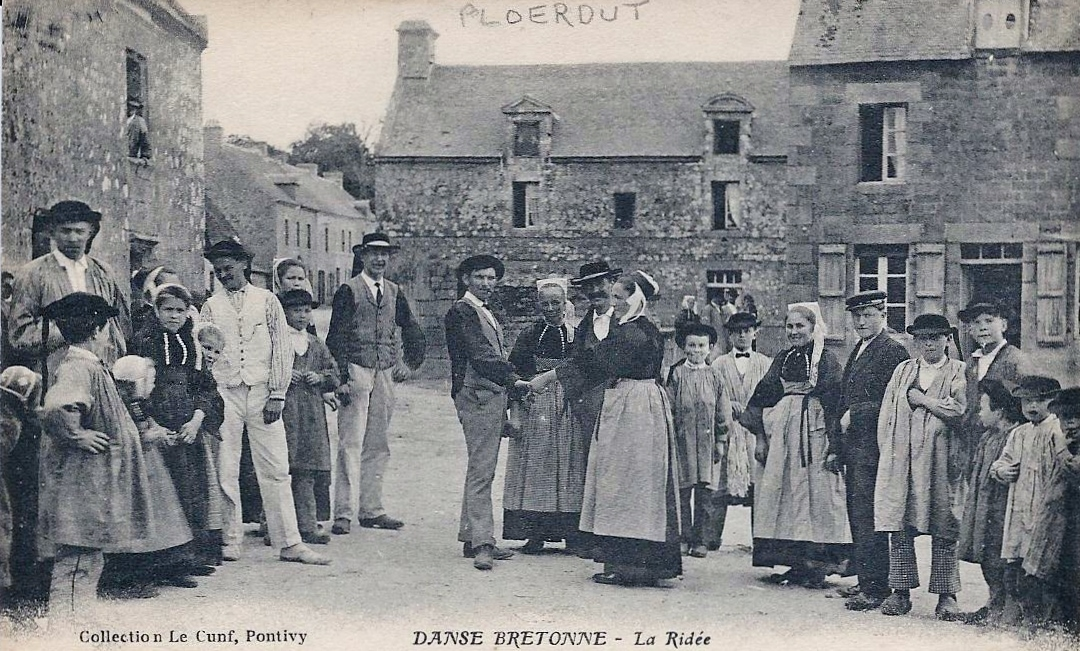
Habitants de Ploërdut dansant la ridée vers 1900 (carte postale Le Cunf).

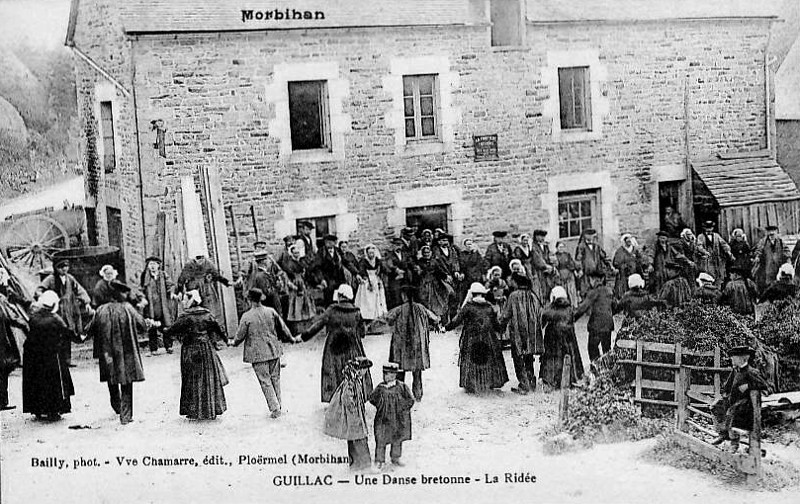
Guillac ː danse bretonne de la ridée [Laridé] vers 1925 (carte postale).

Les laridés (ou ridées) dérivent de l'hanter-dro (et donc indirectement des branles de la Renaissance), par ajout des mouvements de bras et accélération au milieu du XIXe siècle. Ils ont supplanté l'hanter-dro car les jeunes préféraient cette danse plus enlevée. Au milieu du XIXe siècle, l'hanter-dro était une danse moribonde et souvent supplantée par les laridés.
On a pu suivre approximativement la progression et la diffusion de cette danse :
- 1850 : Lorient ;
- 1860 : Baud ;
- 1880 : Vannes ;
- 1885 : Redon.

Dans les années 1920, les collecteurs rencontrèrent encore des gens pour lesquels il s'agissait d'une danse récente, en particulier du fait des mouvements de bras.

## Variantes
On rencontre deux formes de base :
- le laridé 6 temps ;
- le laridé 8 temps, parfois dit « de la côte » (originaire du pays de Carnac)[2].

Afin de les distinguer, on appelle souvent ridées les laridés à 6 temps, majoritairement diffusées en Haute-Bretagne. En pays gallo, les ridées à huit temps étaient pratiquées dans le Porhoët (pays de Josselin-Ploërmel).

## Danses dérivées
Les laridés ont donné divers dérivés :
- le laridé-gavotte, dit dañs a gren (littéralement « danse tremblante »), croisement entre la gavotte et le laridé. Le laridé-gavotte est la danse bretonne qui a le tempo le plus rapide ;
- le laridé-polka (dit danses des avocats car il s'agit du nom du seul air d'accompagnement connu) : laridé entrecoupé de bals avec la cavalière de gauche que l'on dépose à droite ;
- le laridé-contre-rond (laridé puis contre-rond en fonction de l'enchaînement des airs) ;
- le laridé-rond de Saint-Vincent (« laridé 10 temps » : laridé suivi du mouvement du rond de Saint-Vincent en avant).

### Vidéographie
- Présentation pédagogique de la Laridé mode de Ré, par Philippe Janvier
- Présentation pédagogique de la Laridés 8 temps, par Philippe Janvier